# Skate Canada 1976
Navigation
Édition précédente Édition suivante
Le Skate Canada (ou Internationaux Patinage Canada) est une compétition internationale de patinage artistique qui se déroule au Canada au cours de l'automne. Il accueille des patineurs amateurs de niveau senior dans trois catégories: simple messieurs, simple dames et danse sur glace. La catégorie des couples artistiques n'est ajoutée au programme du Skate Canada qu'à partir de 1984.
Le quatrième Skate Canada est organisé du 28 au 31 octobre 1976 au Sportsplex de Nepean (pour les figures imposées masculines et féminines) et au Centre municipal d'Ottawa (pour toutes les autres épreuves) dans la province de l'Ontario. 

## Résultats

### Messieurs
| Rang | Nom               | Pays                 | Points | Fig. impo. | Prog. court | Prog. libre |
| ---- | ----------------- | -------------------- | ------ | ---------- | ----------- | ----------- |
| 1    | Ron Shaver        | Canada               |        | 1          | 1           | 1           |
| 2    | Robin Cousins     | Royaume-Uni          |        | 4          | 2           | 2           |
| 3    | David Santee      | États-Unis           |        | 3          | 10          | 3           |
| 4    | Igor Bobrin       | Union soviétique     |        | 2          | 5           | 6           |
| 5    | Pekka Leskinen    | Finlande             |        | 5          | 3           | 9           |
| 6    | Ronald Koppelent  | Autriche             |        | 8          | 4           | 5           |
| 7    | Mitsuru Matsumura | Japon                |        | 6          | 8           | 4           |
| 8    | Vern Taylor       | Canada               |        | 12         | 6           | 7           |
| 9    | Mahlon Bradley    | États-Unis           |        | 10         | 9           | 8           |
| 10   | Rudi Cerne        | Allemagne de l'Ouest |        | 11         | 7           | 10          |
| 11   | Brian Pockar      | Canada               |        | 7          | 12          | 12          |
| 12   | Grzegorz Głowania | Pologne              |        | 13         | 11          | 11          |
| 13   | Miroslav Šoška    | Tchécoslovaquie      |        | 9          | 13          | 13          |

### Dames
| Rang | Nom                       | Pays               | Points | Fig. impo. | Prog. court | Prog. libre |
| ---- | ------------------------- | ------------------ | ------ | ---------- | ----------- | ----------- |
| 1    | Kim Alletson              | Canada             |        | 2          | 6           | 1           |
| 2    | Karena Richardson         | Royaume-Uni        |        | 4          | 2           | 3           |
| 3    | Garnet Ostermeier         | Allemagne de l'Est |        | 3          | 3           | 4           |
| 4    | Karen DeAngelo            | États-Unis         |        | 1          | 4           | 6           |
| 5    | Denise Beillman           | Suisse             |        | 12         | 1           | 2           |
| 6    | Suzie Brasher             | États-Unis         |        | 5          | 5           | 9           |
| 7    | Claudia Kristofics-Binder | Autriche           |        | 8          | 10          | 8           |
| 8    | Reiko Kobayashi           | Japon              |        | 6          | 11          | 10          |
| 9    | Natalie Strelkova         | Union soviétique   |        | 14         | 7           | 5           |
| 10   | Carolyn Skoczen           | Canada             |        | 9          | 12          | 7           |
| 11   | Nina Kyottinen            | Finlande           |        | 10         | 9           | 11          |
| 12   | Grazya Dudek              | Pologne            |        | 7          | 8           | 14          |
| 13   | Camille Rebus             | Canada             |        | 11         | 14          | 12          |
| 14   | Eva Durisinova            | Union soviétique   |        | 13         | 13          | 13          |

### Danse sur glace
| Rang | Nom                                       | Pays             | Points | Danses imposées | Danse libre |
| ---- | ----------------------------------------- | ---------------- | ------ | --------------- | ----------- |
| 1    | Natalia Linitchouk / Guennadi Karponossov | Union soviétique |        | 1               | 2           |
| 2    | Janet Thompson / Warren Maxwell           | Royaume-Uni      |        | 2               | 1           |
| 3    | Susan Carscallen / Eric Gillies           | Canada           |        | 3               | 3           |
| 4    | Lidia Karavaeva / Viacheslav Zhigalin     | Union soviétique |        | 4               | 4           |
| 5    | Susanne Handschmann / Peter Handschmann   | Autriche         |        | 5               | 6           |
| 6    | Lorna Wighton / John Dowding              | Canada           |        | 7               | 5           |
| 7    | Judi Genovesi / Kent Weigle               | États-Unis       |        | 6               | 7           |
| 8    | Michelle Ford / Glenn Patterson           | États-Unis       |        | 8               | 8           |
| 9    | Kathryn Winter / Nicholas Slater          | Royaume-Uni      |        | 9               | 9           |
| 10   | Sherry Temple / Marty Fulkerth            | Canada           |        | 10              | 10          |
| 11   | Kelly Johnson / David Martin              | Canada           |        | 11              | 11          |

## Source
- Podiums et résultats des patineurs canadiens sur le site de Patinage Canada
- (en) « The 1976 Skate Canada International Competition », sur skateguard1.blogspot.com
- (en) « Skate Canada 1976 », sur usfsa.xmlmanager.qg.com